# 앵글로색슨 잉글랜드
앵글로색슨 잉글랜드(영어: Anglo-Saxon England)란 중세 초기의 잉글랜드로, 로마 제국의 브리타니아 지배가 끝날 무렵인 5세기(앵글로색슨인의 브리타니아 정착)부터 1066년 노르만인의 잉글랜드 정복 때까지의 시대를 말한다. 927년 애설스탠 왕이 통일 잉글랜드 왕국을 출범시키기 전까지 수많은 앵글로색슨계 소국들이 할거했다. 11세기에는 바이킹 군주 크누트 대왕이 잉글랜드와 덴마크, 노르웨이 간에 동군연합을 이루어 북해 제국의 일부가 된 적도 있다.
앵글로색슨인은 유럽 대륙으로부터 브리튼 섬으로 이주해온 게르만족의 일파로, 때문에 앵글로색슨 시대의 시작은 근본적으로 로마의 지배권이 무너지고 5-6세기에 7대 왕국으로 대표되는 여러 왕국들이 세워지던 시기로 거슬러 올라간다. 앵글로색슨인들은 7세기에 기독교화되었으며, 9-10세기에 이교도 대군세와 데인겔트 등 바이킹의 위협을 거치면서 7대 왕국 중 하나인 웨섹스 왕국이 점진적으로 패권을 획득하여 잉글랜드의 통일을 이루었다.
그리고 1066년 정복왕 윌리엄이 이끄는 노르만인들이 잉글랜드를 정복하면서 앵글로색슨 시대는 끝나게 된다. 비록 지배층은 노르만인으로 바뀌었지만 앵글로색슨 정체성은 그 이후로도 살아남았으며, 오늘날의 잉글랜드인 민족성의 근간을 이루었다.

## 잉글랜드의 통일
앵글로색슨인은 몇 개의 소왕국으로 나뉘어 있었으나, 일시적으로는 한 나라가 다른 소왕국의 반(半)독립을 인정하면서, 이들에게 종주권을 행사하는 수가 있었다. 9세기 초부터 웨섹스가 이 종주권을 장악했지만, 다른 소왕국의 독립은 방해하지 않았다. 그런데 이 때부터 데인인의 침입이 격렬하여 웨식스를 제외한 앵글로색슨의 여러 왕국은 모두 멸망하고, 템스강 이북의 데인로(Danelaw)를 중심으로 하는 데인인과 잉글랜드의 서남부 웨식스 왕국이 서로 다투게 되었다. 처음에는 웨섹스 측이 열세로 런던도 빼앗겼지만 앨프레드 대왕 이후, 앵글로색슨인은 공세로 나가 차차 데인인 지역을 회복하고 애설스턴 왕 때 처음으로 전잉글랜드 왕으로 호칭했다. 더욱이 에드가왕 때 데인로 지방의 데인인에게 자치를 인정했다고는 하나, 잉글랜드 왕국의 일원이라는 것을 서약시켜 앵글로색슨인과 데인인의 융합이 진행되었다. 그러나 10세기 말부터 또다시 데인인의 습격이 격심해지고, 오늘날의 잉글랜드의 기초를 형성하는 데는 1066년의 노르만 정복을 거치지 않으면 안된다.

## 같이 보기
- 앵글로색슨인
- 잉글랜드의 역사